# 雙小行星改道測試
雙小行星改道測試，也称双小行星改道测试（DART）是一项美国航天任务，旨在测试一种针对近地天体（NEO）的避免撞擊方法。该任务将故意使一架空间探测器撞向雙生星的卫星雙衛一（Dimorphos），以测试航天器撞击的动能效应是否能成功使一顆会与地球相撞的小行星偏离方向。空间探测器于2021年11月24日发射，并已于2022年9月26日撞击目標。2022年10月11日，NASA宣布DART任务成功，确认它将雙衛一的轨道周期缩短了约32分钟，超过了73秒的成功门槛。
DART是美國國家航空暨太空總署（NASA）和約翰·霍普金斯大學應用物理實驗室（APL）的一个联合项目，由NASA行星任务计划办公室管理，美国宇航局的几个实验室和办公室提供技术支持。国际合作伙伴，如欧洲、意大利和日本的航太机构，正在为相关或后续项目做出贡献。

## 背景
最初，歐洲太空總署（ESA）和美國國家航空暨太空總署（NASA）有独立的测试小行星偏转策略的任务计划，到2015年，他们达成了一项名为艾達任務的合作，涉及两个独立的航天器发射，协同工作。根据该提案，欧洲航天器AIM将于2020年12月发射，DART将于2021年7月发射。AIM将围绕较大的小行星运行，以研究其组成和其卫星的组成。然后，DART将在2022年10月接近地球时撞击小行星的卫星。AIM将研究小行星的强度、表面物理特性和内部结构，并测量对小行星卫星围绕大小行星的轨道的影响。
AIM轨道器被取消了，小行星的全部特征将无法获得，而DART的撞击影响将由地面望远镜和雷达来监测。
2017年6月，NASA批准从概念开发进入初步设计阶段，2018年8月，NASA批准该项目开始最终设计和组装阶段。
2019年4月11日，NASA宣布将使用獵鷹9號发射DART。原本计划将DART作为商业发射的次要有效载荷，以保持低成本；然而，2018年11月的任务更新报告指出，该任务有一个专门的运载火箭。
科学家估计太阳系中有25,000个大型小行星，尽管到目前为止，已经探测到大约8000个；因此，美国宇航局认为，一旦有近地天体威胁到地球，必须制定一个有效的计划。

## 任务简介

DART轨道动画示意图
DART·
小行星65803雙生星·
地球·
太阳·
2001 CB21·
小行星3361

早期的规划表明，DART计划被部署到旨在避开月球高轨道离心率的高地球軌道。在这种情况下，DART将使用它的（低推力、高比冲）NEXT离子推进器，慢慢地从高地球轨道逃离到一个略微倾斜的近地太阳轨道，从那里它将移动到与目标碰撞的轨道。
DART是一个重达610公斤的撞击器, 除了必要的星敏感器，太阳追踪器以及一个20厘米大的相机（Didymos Reconnaissance and Asteroid Camera for Optical navigation – DRACO)外没有任何科学载荷，DARCO是基于新视野号上的LORRI设计的，以保证其在撞击雙生星前进行自主飞行。
一个重达500公斤的DART以6.6 km/s（4.1 mi/s）的速度撞击雙生星 可以给该卫星提供一个0.4 mm/s的△V。  撞击目标点位于雙生星的中心，这会使其11.92小时的公转周期缩短约10分钟 这一微小的改变会随着时间的推移被不断放大，从而降低近地小行星撞击地球的风险。
实际撞击对小行星的飞行速度以及其轨道的影响有很大的不确定性，因为人们对由于撞击抛射物带来的反冲力缺乏了解。根据推测，撞击给小行星带来的动量将会是撞击器本身的3-5倍，又通过精确测量以针对此类撞击构建出更加精确的模型，这也是任务的一大目标这个双小行星系统的轨道变化情况会在一周内得到初步的观测结果更多细节性的信息会在数年后有一个名为Hera的探测器进行测量。（该项目已于2019年11月获批） 、
DART采用了一种名为NEXT（英語：NASA Evolutionary Xenon Thruster–Commercial）的光-电离子推进系统. 其所需的3.5千瓦的电力将由一块面积为22平方米的太阳能板提供
探测器的太阳能板采用卷轴式设计（英語：Roll Out Solar Array，簡稱），这种设计以及在国际空间站上与2017年 Space-X CRS11任务期间完成验证
DART是第一款采用新型高增益天线技术（英語：Spiral Radial Line Slot Array，簡稱）的探测器，这种天线工作于NASA深空网络的X波段（7.2-8.4GHZ）。这种柔性天线的性能超出了此次任务的技术需求，同时该技术经过验证，被认为达到了TRL-6标准（Technology Readiness Level）

### 子探测器
義大利太空總署将会参与到一个名为LICIACube的子探测器计划中，这是一个将会被安装在DART上的小型立方体探测器。LICIACube将会在撞击前10日与主探测器DART分离，以便留出足够的距离使得其在飞跃雙生星期间对撞击产生的抛射物进行完整拍摄LICIACube将会直接和地球进行通信，以便在撞击任务完成后回传数据

### 后续任务
在这个合作任务中，ESA会负责Hera探测器的制造, 并与2024年启程前往雙生星，并于2027年（DART撞击后5年）抵达并开展更加深入的科学探测    HERA还会搭载两个小型立方探测器：Milani和Juventas。

### 目标小行星
该任务的目标是雙生星，这是一个双小行星系统，其中一颗小行星被另一颗较小的衛星所环绕。主小行星（雙生星）的直径约为780米（2,560英尺）；其卫星雙衛一的直径约为160米（520英尺），位于距主小行星约1 km（0.62 mi）的轨道上。DART将瞄准较小的衛星雙衛一。雙生星不是一颗越地小行星，重定向实验将不会造成小行星与地球撞击危险。
2022年9月26日晚，执行雙小行星改道測試任务的宇宙飞船成功撞击了雙衛一。

## 媒体资料

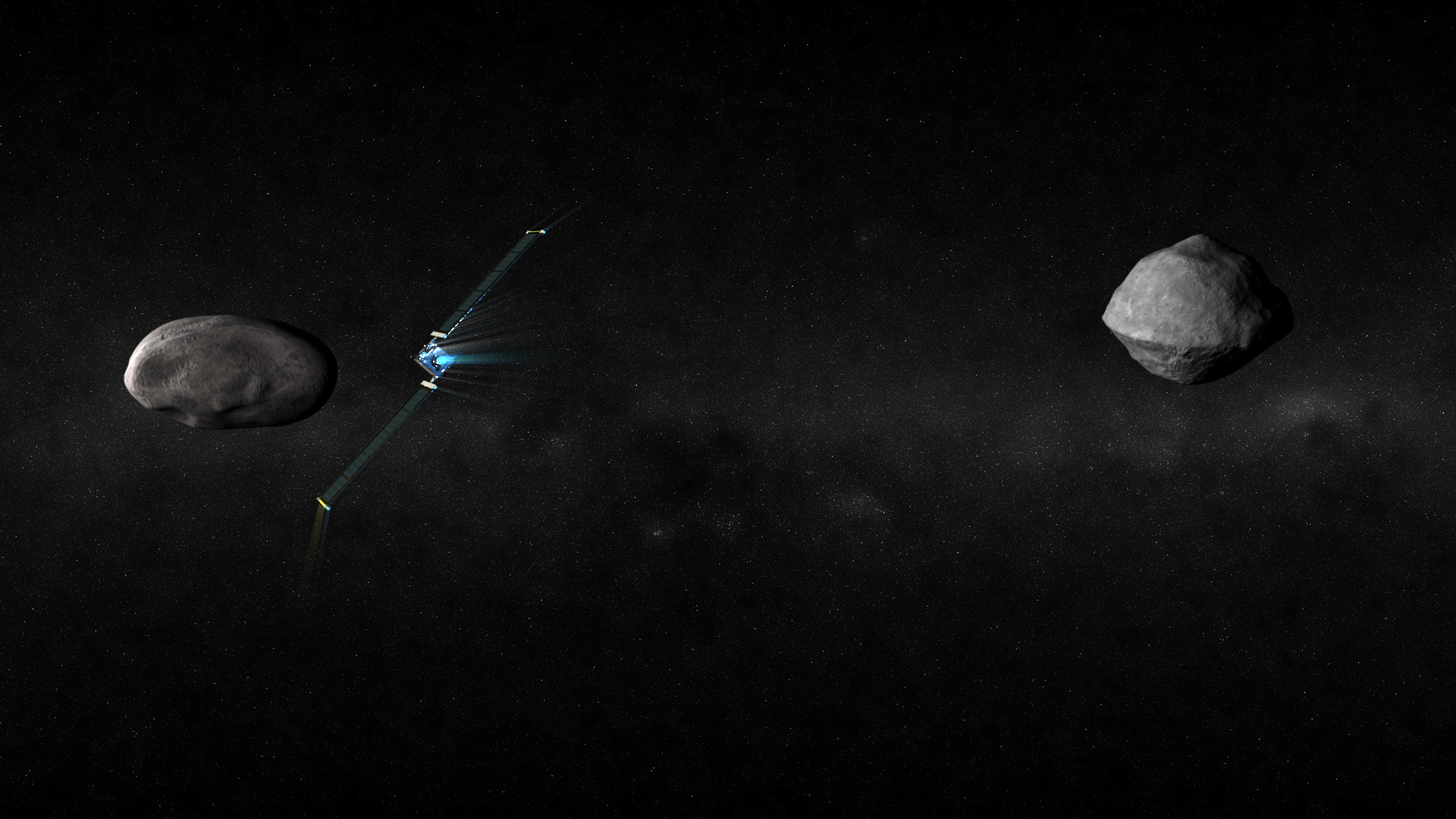
DART 抵达迪迪莫斯
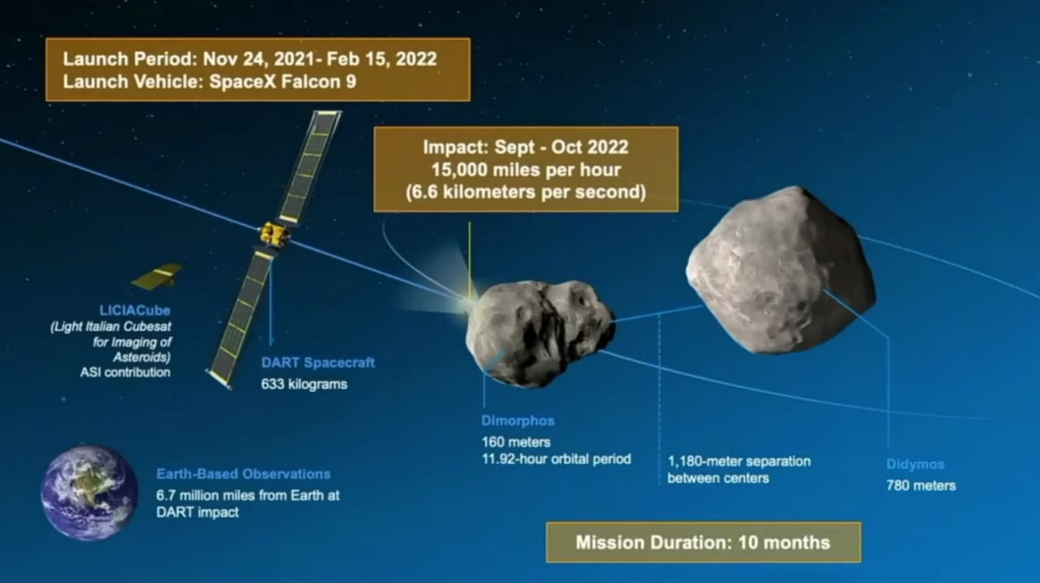
3D动画 DART任务全过程
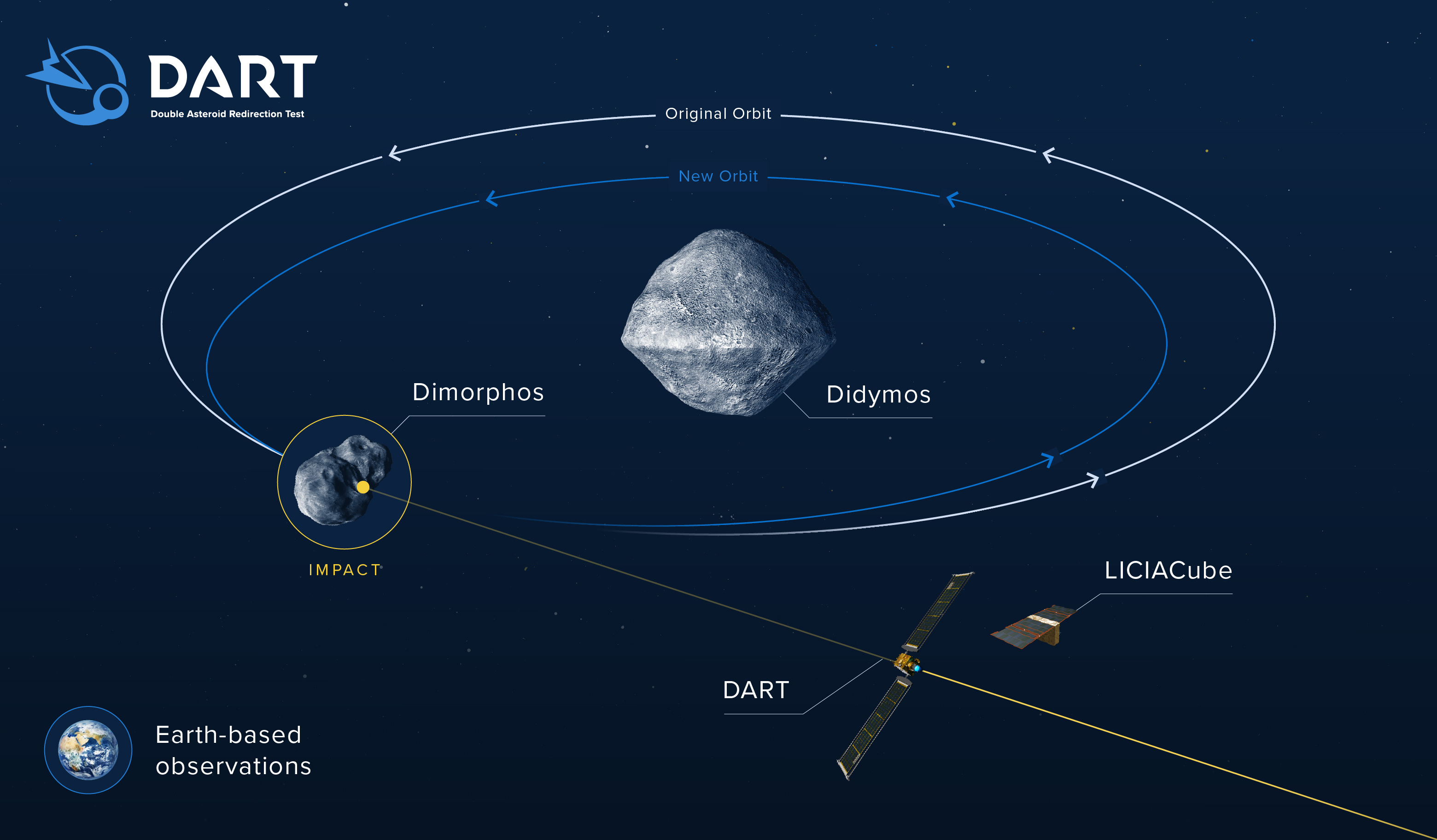
DART 撞击任务规划
- 任务流程
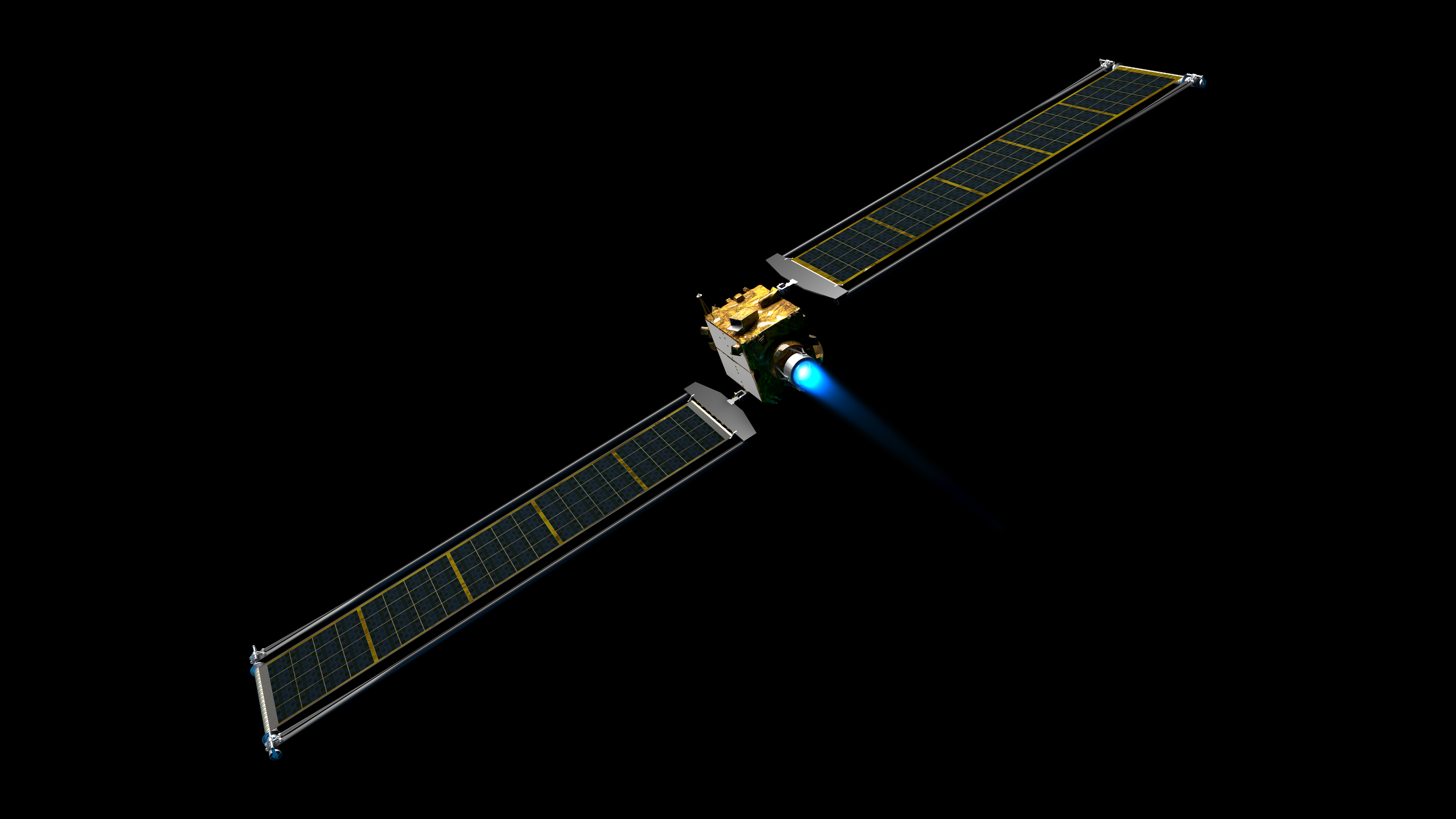
DART的离子推进器的3D渲染图
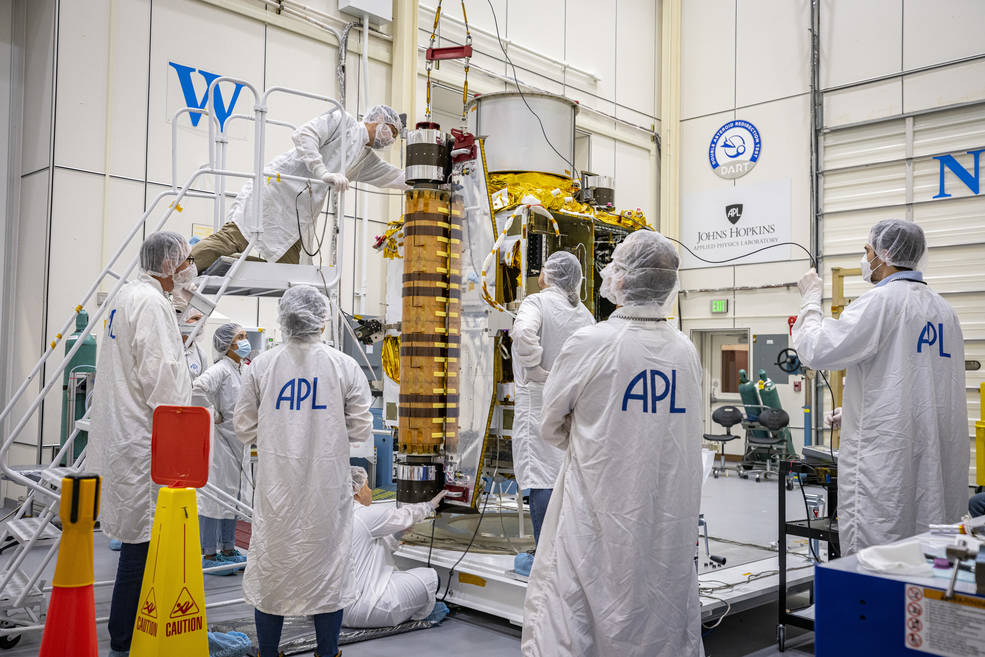
探测器正在安装太阳能板
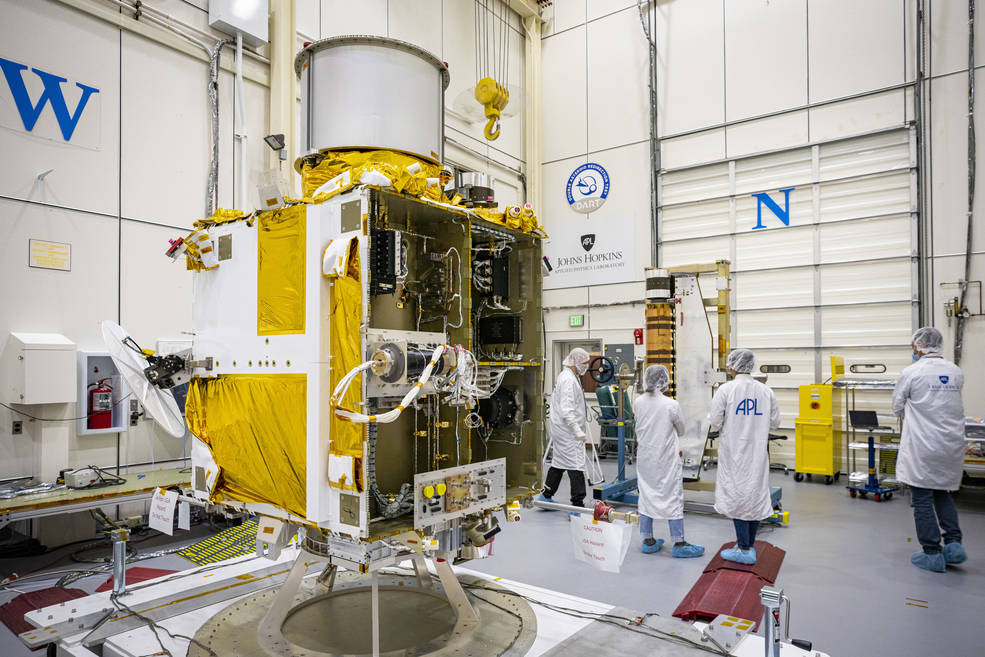
DART的太阳能板
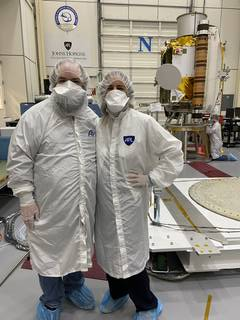
学者Nancy Chabot与Andy Rivkin正在与探测器合影
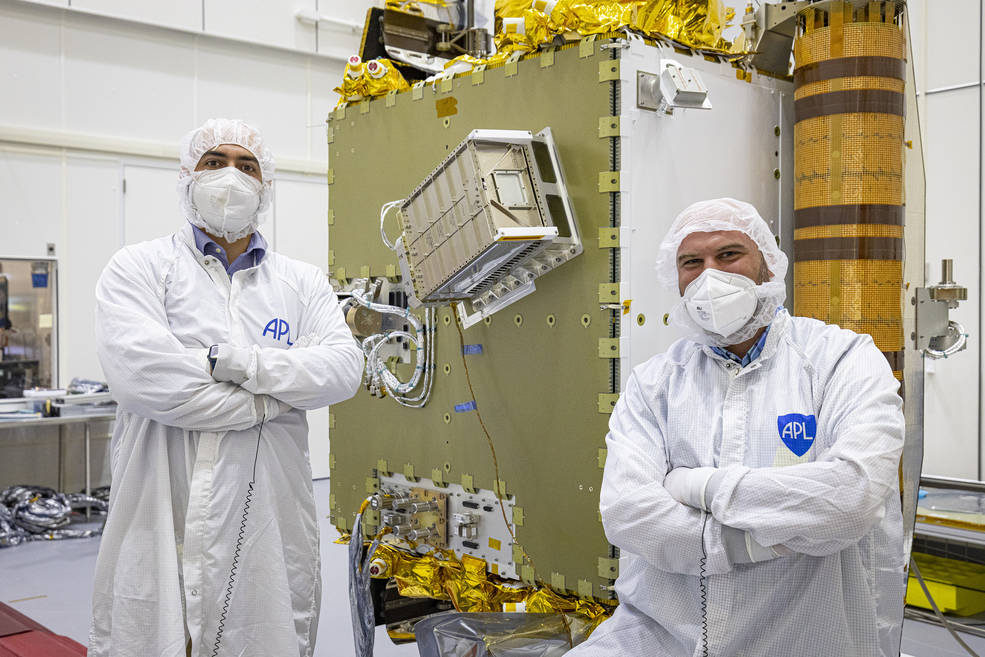
LICIACube子探测器正在被安装到DART上
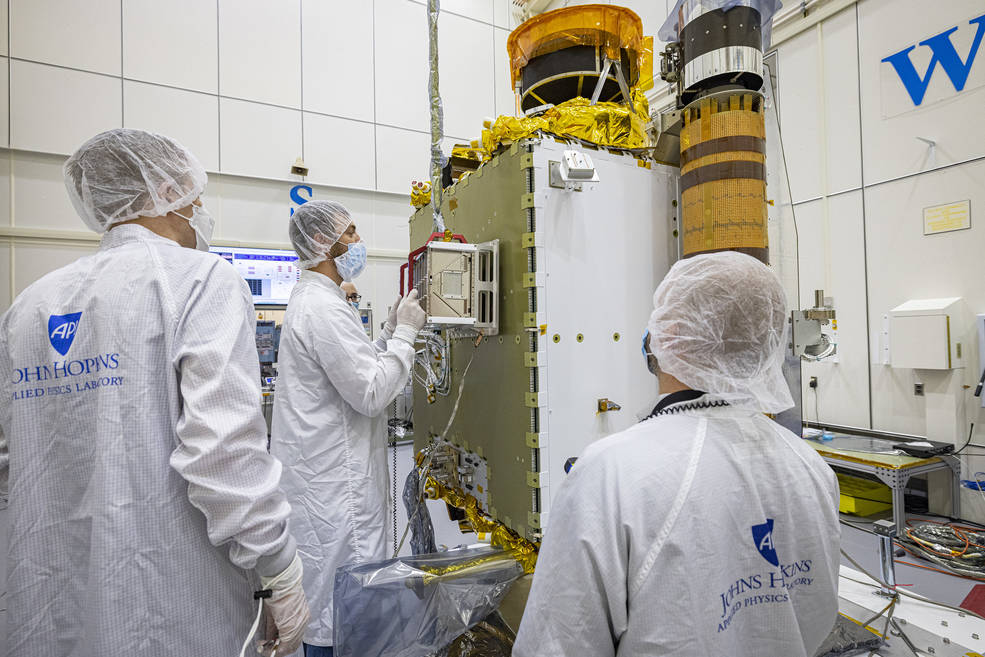
LICIACube子探测器正在被安装到DART上
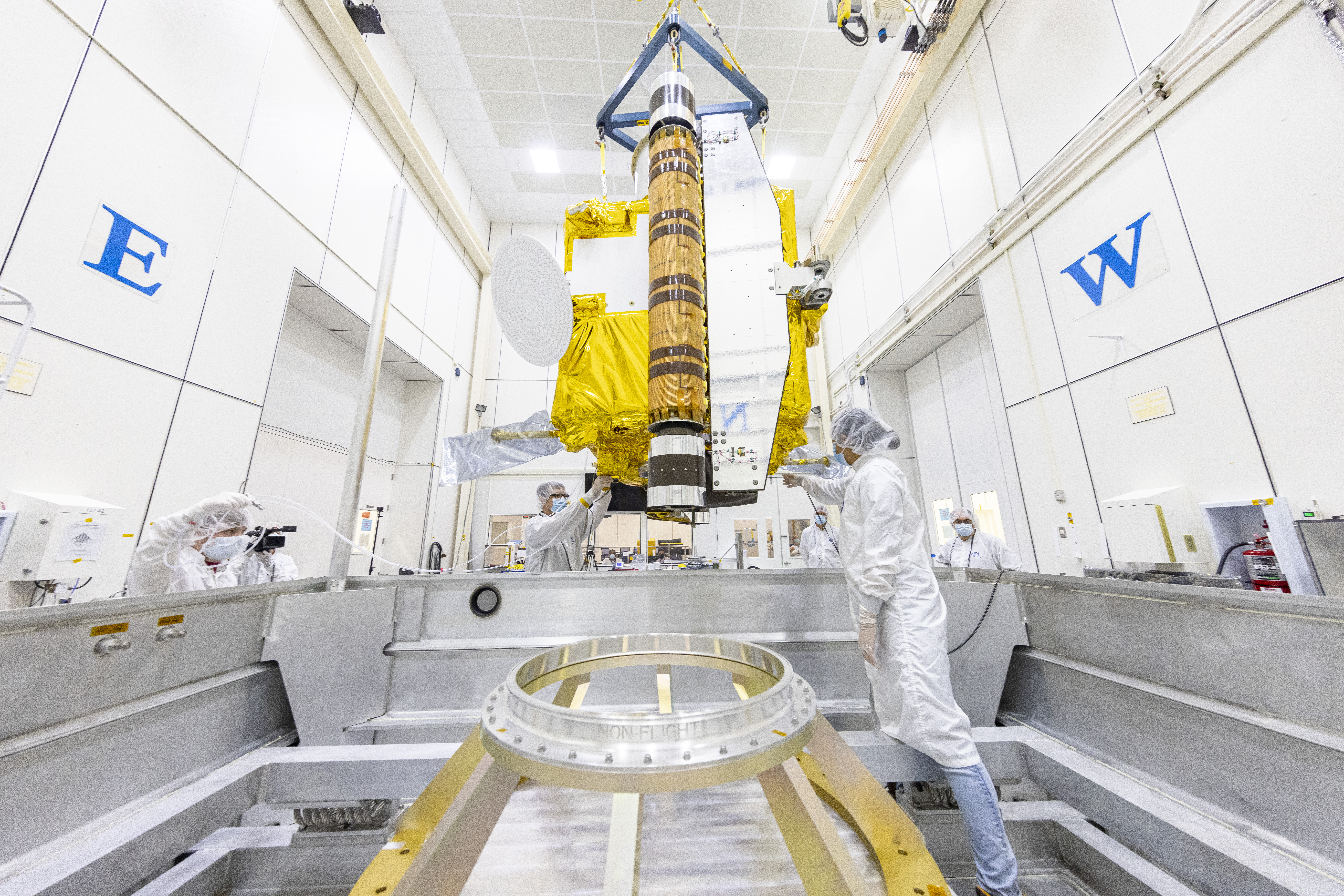
DART在范登堡太空军基地
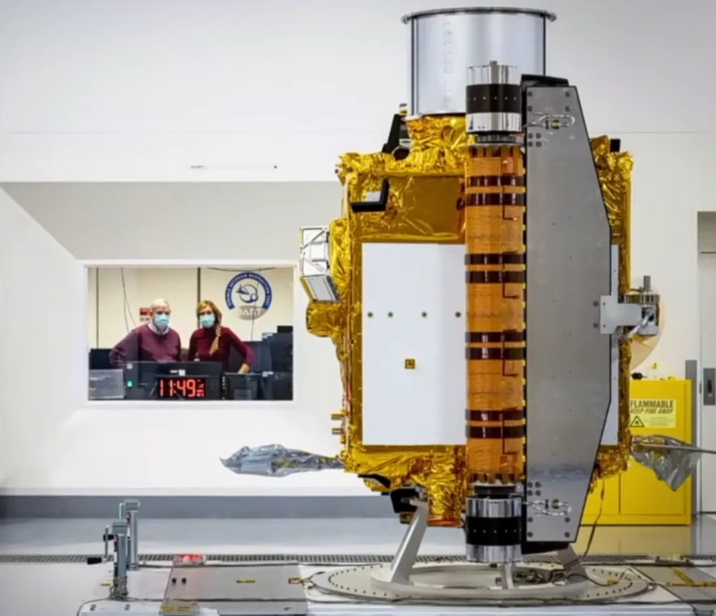
DART正在进行发射前的测试工作
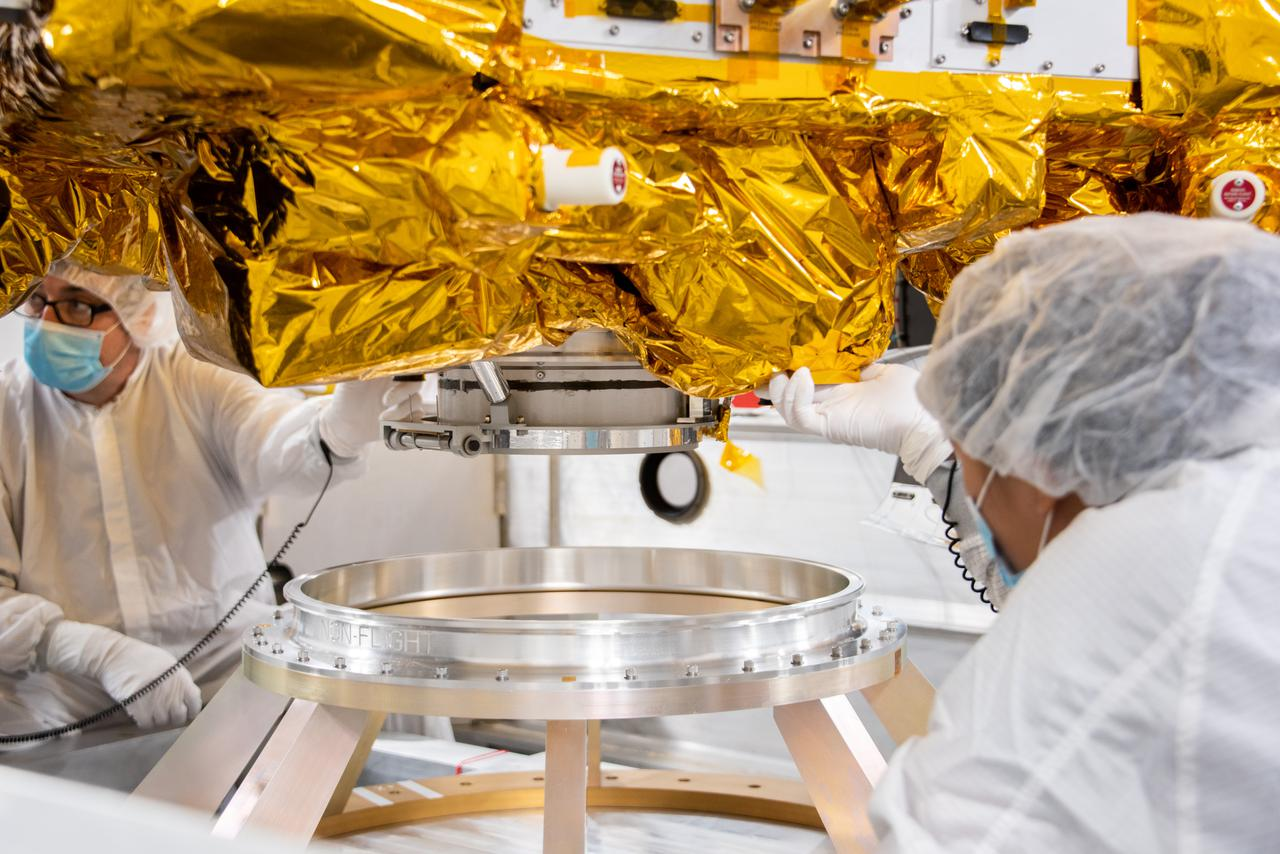
DART正在被安装到运载火箭的载荷支架上
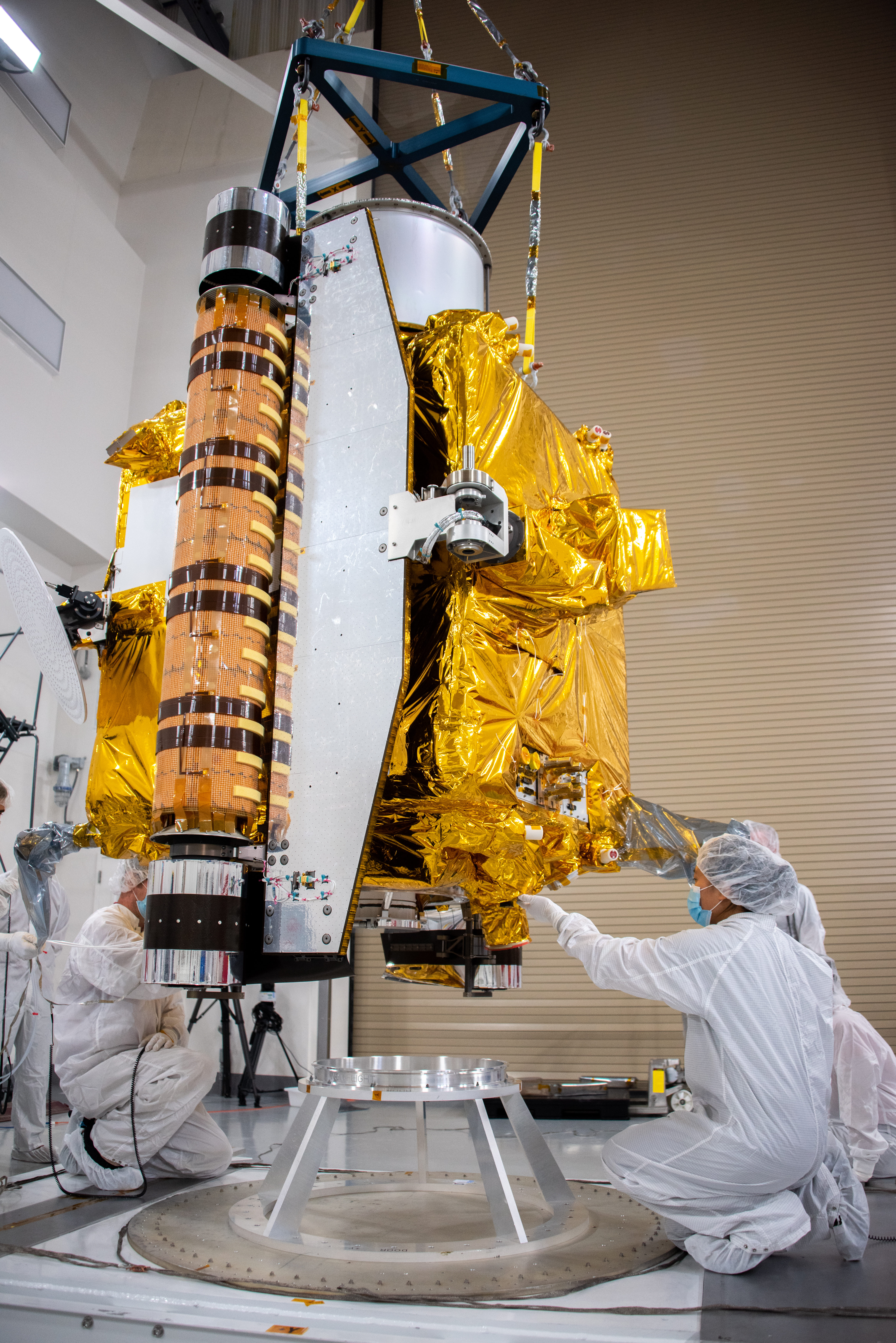
DART正在被安装到运载火箭的载荷支架上
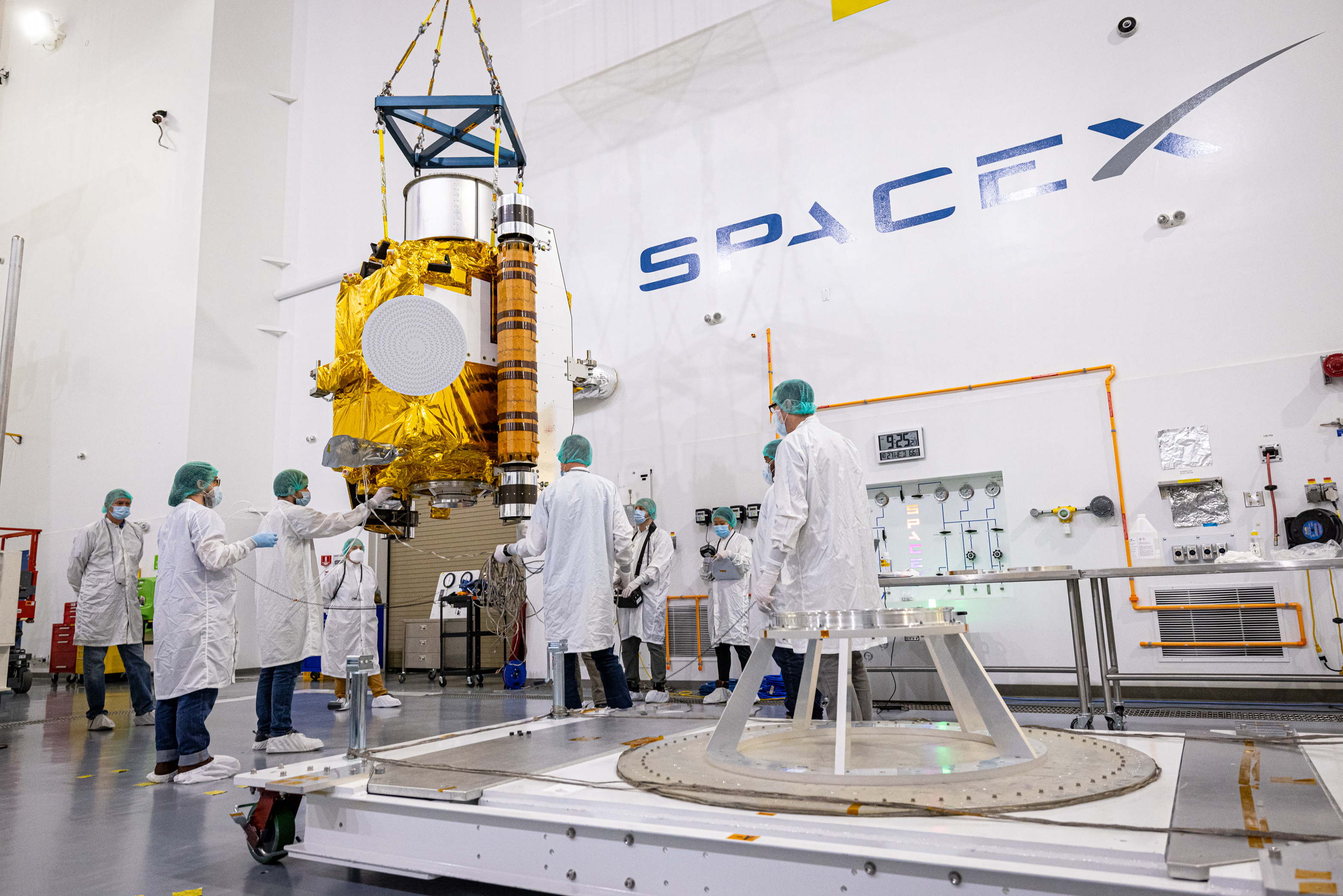
DART在SapceX范登堡发射场4E发射台的载荷处理中心
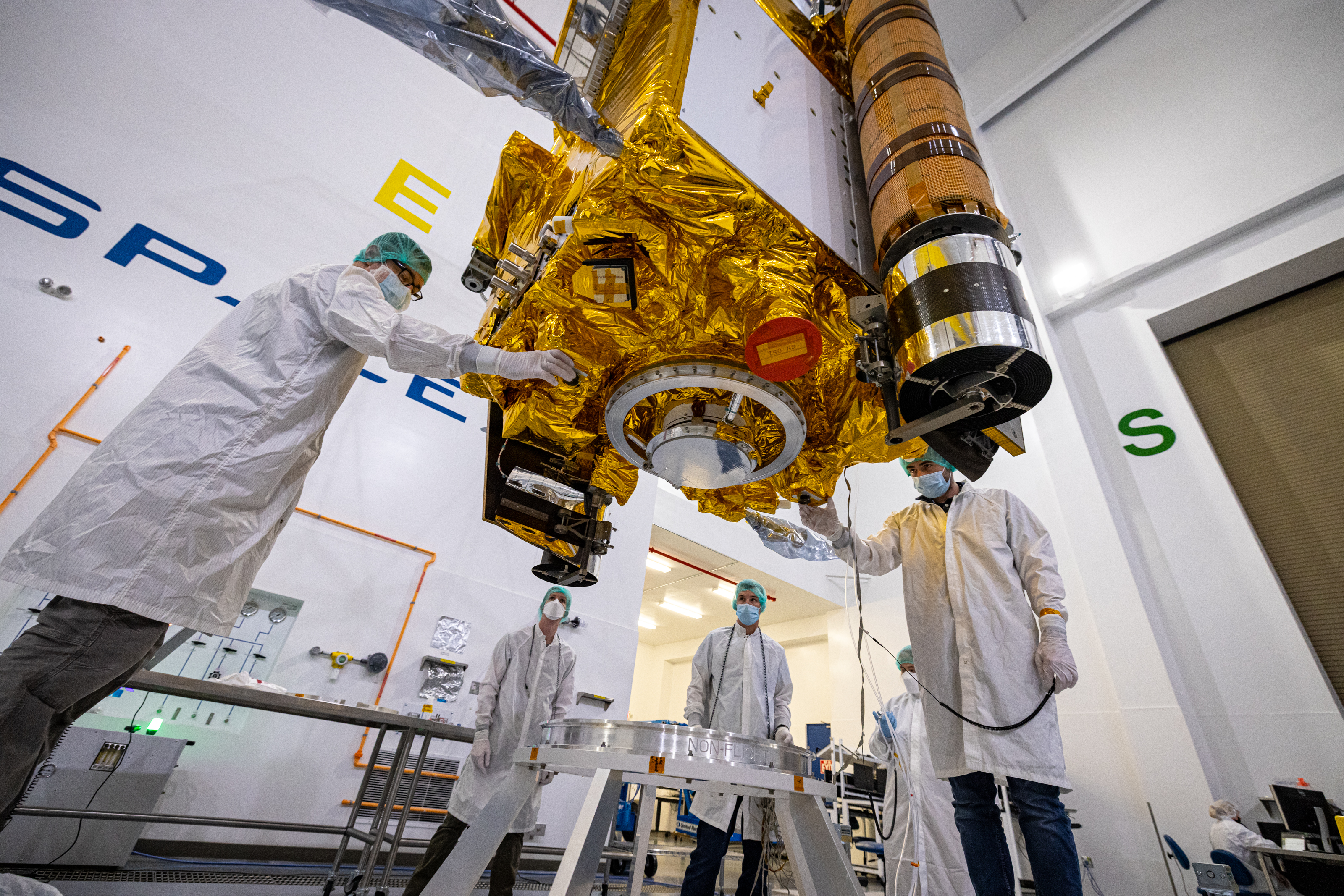
DART正在加注燃料
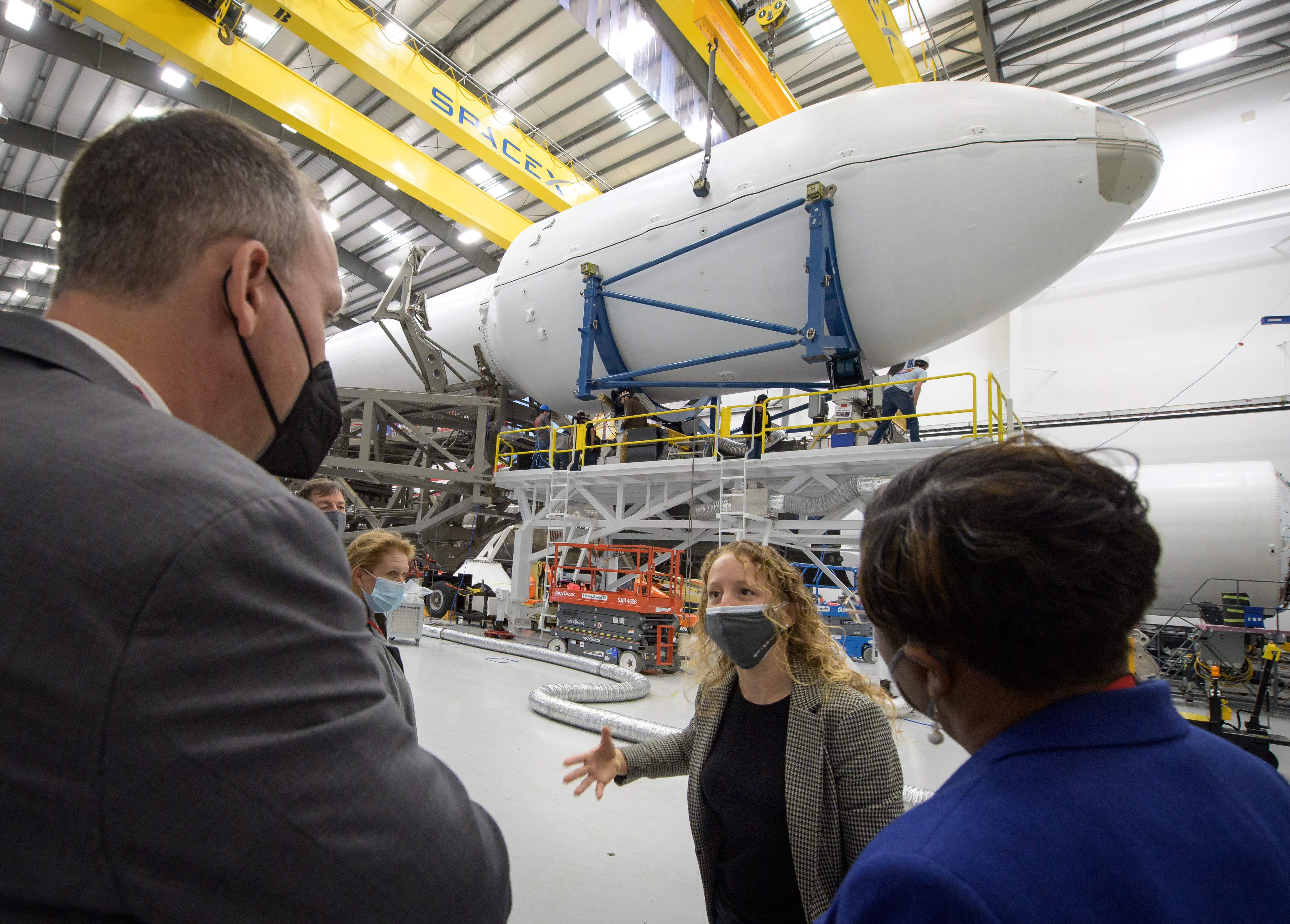
猎鹰9运载火箭以及DART已经准备好执行发射前的准备工作（摄于当地时间2021年11月24日）
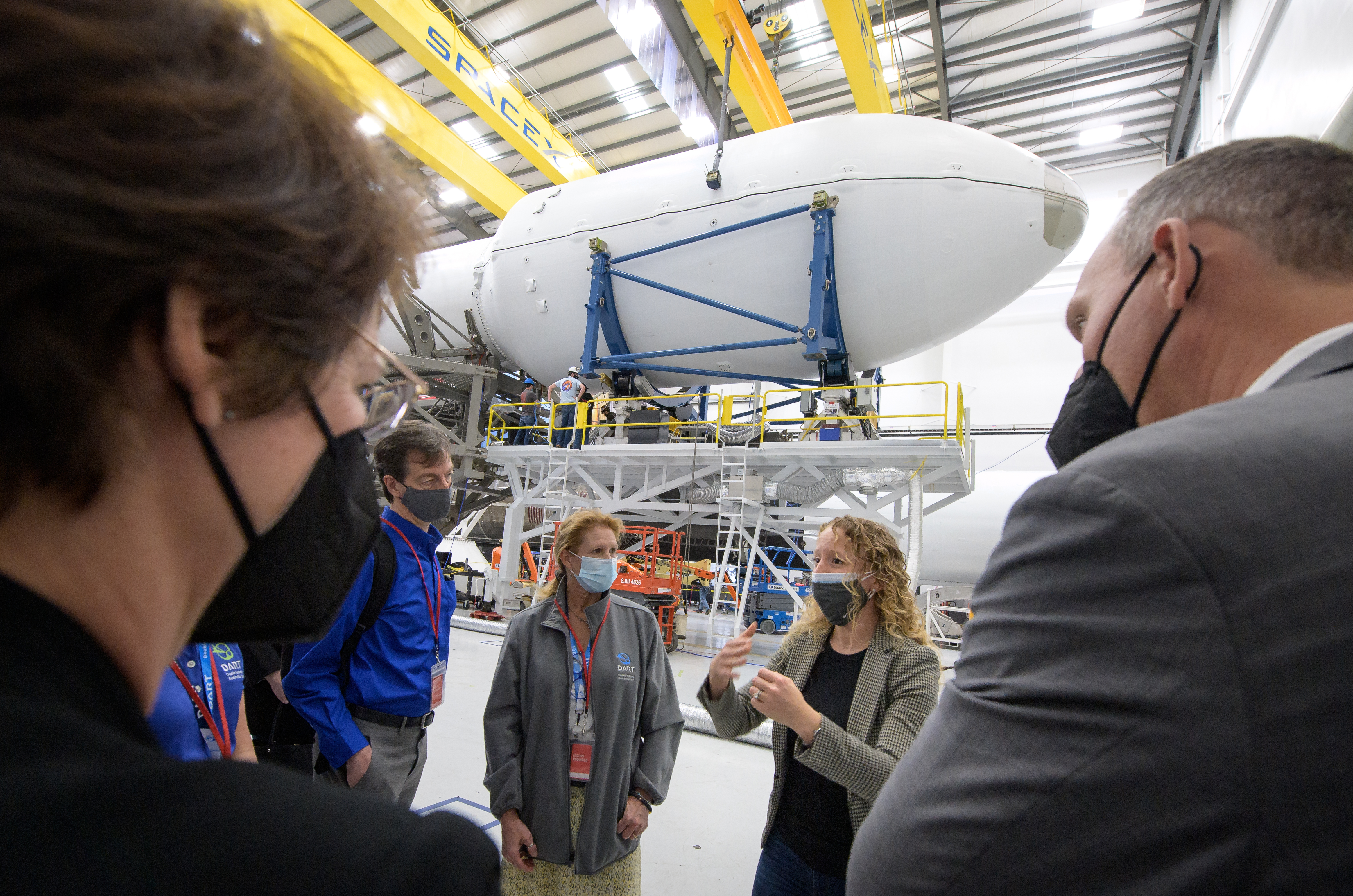
猎鹰9运载火箭以及DART已经准备好执行发射前的准备工作
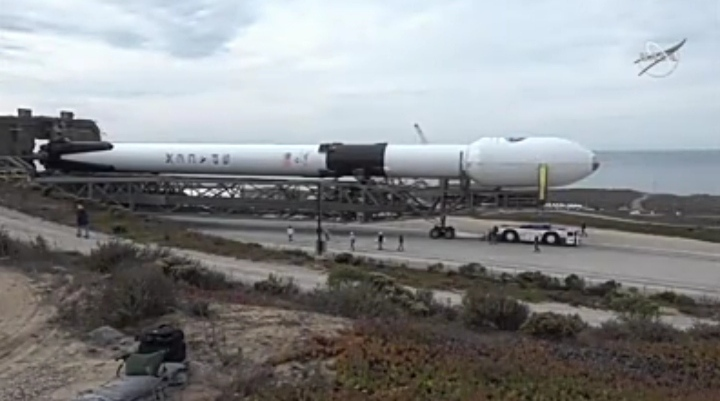
器箭组合体正在进行转运
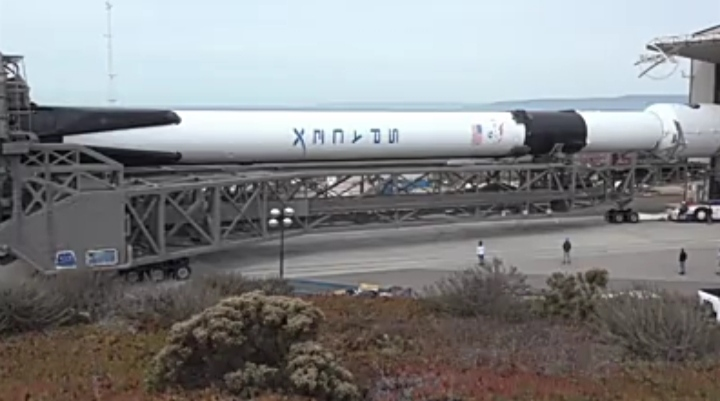
器箭组合体正在进行转运
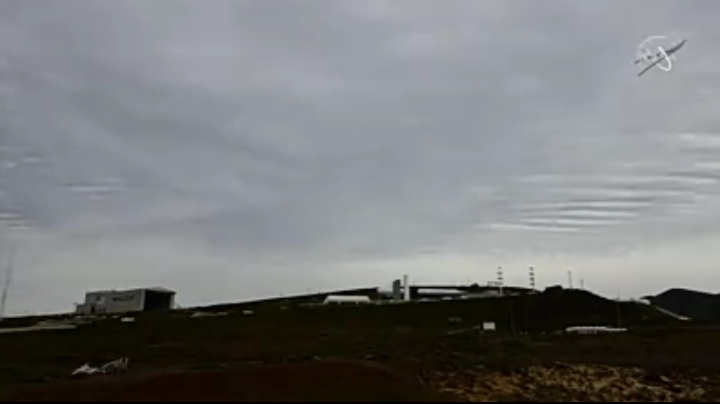
Launch pad of DART
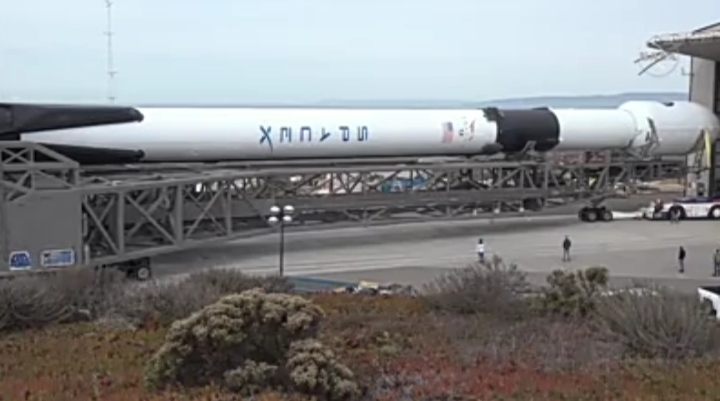
猎鹰9 - DART抵达发射台